# Guanine
Guanine is een van de nucleobasen in DNA en RNA. De stof is bij kamertemperatuur een witte tot beige, amorfe vaste stof, die onoplosbaar is in water.

## Synthese
Guanine werd in 1846 aangetroffen in de guano (ontlasting) van vogels. Later (1879-1884) werd ontdekt dat het een belangrijk onderdeel van nucleïnezuren vormt. In 1875 werd de structuurformule gepubliceerd en in 1900 werd guanine in een laboratorium voor het eerst synthetisch bereid.
Guanine wordt in zeer kleine hoeveelheden gevormd bij de polymerisatie van ammoniumcyanide.

## Biochemische functie in DNA en RNA
Samen met adenine, thymine en cytosine wordt deze base in een DNA-keten gebonden. Guanine kan drie waterstofbruggen vormen met cytosine. Door deze drie bruggen is DNA met veel cytosine en guanine naar verhouding stabieler dan DNA met veel adenine en thymine, die slechts twee waterstofbruggen vormen. Guanine komt ook als nucleobase voor in het RNA.
Adenine en guanine worden purines genoemd.
Guanine vormt guanosine bij chemische binding met ribose, en desoxyguanosine bij binding met desoxyribose.
in DNA en RNA: adenine · cytosine · guanine

in DNA: thymine — in RNA: uracil